# Eschscholzia
Genre
Classification phylogénétique
Eschscholzia est un genre de plantes à fleurs de la famille des Papaveraceae (la famille du pavot somnifère et du coquelicot) qui comprend notamment le pavot de Californie (Eschscholzia californica) cultivé pour ses propriétés somnifères ainsi que dans les jardins pour une utilisation ornementale.
Ce nom a été choisi par le poète romantique allemand et explorateur Adelbert von Chamisso (1781-1838) en  souvenir de son ami et collègue Johann Friedrich von Eschscholtz (1793-1831), durant l'expédition scientifique effectuée en Californie au début du  XIXe siècle et menée par Otto von Kotzebue (1787-1846).
Il comprend 12 espèces vivant dans des climats chauds et secs, quoiqu'elles puissent supporter un peu de gel. Elles poussent sur des sols pauvres et bien drainés.
L'orthographe complexe de ce genre entraîne une variabilité dans celle-ci. On trouve ainsi les graphies :
- Eschholtzia Rchb.
- Escholtzia Dumort.
- Eschscholtzia Bernh.

L'Eschscholzia est une plante annuelle. Les semis se font au printemps (avril) ou à l'automne pour une floraison l'année suivante.

## Espèces
- Eschscholzia caespitosa Benth.
- Eschscholzia californica Cham., pavot de Californie, fleur-emblème de l'État de Californie, et espèce largement cultivée du fait de ses propriétés sédatives.
- Eschscholzia ciliata (Thunb.) Hyl.
- Eschscholzia glyptosperma Greene
- Eschscholzia hypecoides Benth.
- Eschscholzia lemmonii Greene
- Eschscholzia lobbii Greene
- Eschscholzia minutiflora S. Wats.
- Eschscholzia palmeri
- Eschscholzia parishii Greene
- Eschscholzia ramosa Greene
- Eschscholzia rhombipetala Greene